# 4557 Mika
4557 Mika је астероид главног астероидног појаса чија средња удаљеност од Сунца износи 3,024 астрономских јединица (АЈ).
Апсолутна магнитуда астероида је 11,7.